# Cats (musical)
Cats is een musical gecomponeerd door Andrew Lloyd Webber in 1981 en gebaseerd op de dichtbundel Old Possum's Book of Practical Cats (1939) van T.S. Eliot.
Er zijn gelijknamige verfilmingen van 1998 en van 2019.

## Geschiedenis
De eerste voorstelling van Cats vond  op 11 mei 1981 plaats in West End, Londen in het New London Theatre. De musical werd oorspronkelijk geproduceerd door Cameron Mackintosh en The Really Useful Theatre Company, het bedrijf van Andrew Lloyd Webber. Op 7 oktober 1982 maakt de show zijn debuut op Broadway in het Winter Garden Theatre. Cats is 8.949 keer in Londen opgevoerd, en 7.485 keer in New York; waarmee Cats de langstlopende musical ooit op Broadway en in Londen geweest is.

Op Broadway was het lang de langstlopende show (musical én non-musical) maar deze positie is in januari 2006 overgenomen door The Phantom of the Opera. In Londen is het record inmiddels overgenomen door Les Misérables, dat nog steeds op het repertoire staat. De première van de Duitstalige versie van de musical vond plaats in het Theater an der Wien in Wenen op 24 september 1983.
De Nederlandse première van Cats, in de vertaling van Gerrit Komrij, vond plaats op 18 juli 1987 in Theater Carré in Amsterdam, waar de musical werd uitgebracht door Stichting Carré Theaterproducties, ter gelegenheid van het 100-jarig bestaan van het theater. Cats was de opstap voor veel nu bekende Nederlandse artiesten, zoals musicalsterren Pia Douwes, Fred Butter en Stanley Burleson, zangeres Ruth Jacott, operazanger Peter Bording, presentatrice Corine Boon en actrice Marjolein Keuning.
Tijdens het seizoen 2006/2007 toerde een derde Nederlandse tourproductie door verschillende theaters. De rol van Grisabella werd afwisselend door Anita Meyer, Pia Douwes, Antje Monteiro, Vera Mann en Lone van Roosendaal gespeeld. Andere grote rollen gingen naar Marco Bakker (Oom Deuteromium), Anouk van Nes (Bomballerien), Roberto de Groot (Snorrescha), Paul Donkers (Koos, de theaterkat / Ghislebert Smit) en Marleen van der Loo (Spikkelpikkelmies).

Tijdens de tour werd in bijzijn van een groot deel van de oorspronkelijke Nederlandse cast de 20e verjaardag gevierd sinds de première in het Koninklijk Theater Carré in Amsterdam. In 2018/2019 kwam Cats voor de derde keer naar Nederland. Ditmaal betrof het de Engelstalige versie, die ook in West-End in Londen te zien was geweest. Deze werd in Amsterdam, Rotterdam, Breda en Groningen opgevoerd. Deze uitvoering werd Nederlands boventiteld, zodat deze voor iedereen goed te volgen was.

## Synopsis
Het verhaal speelt zich af op een vuilnishoop en gaat over een avond uit het leven van de katten daar. Het speelt zich af op de meest speciale avond van het jaar, waarop de ‘Jellicle’-cats, of Jubikelkatten, hun grote bal vieren.

De katten stellen zich voor aan het publiek en leggen uit dat ze de Jellicle Cats (Jubikelkatten) zijn, een soort magische stam van pratende katten. Als laatste komt Old Deuteronomy (Oom Deuteromium) tevoorschijn. Hij is de oude, wijze leider van de groep. Hij legt uit dat vanavond een bijzondere avond is en een van de katten uitverkoren zal zijn om herboren te worden op een plek die de Heavyside Layer (Ionosfeer) wordt genoemd.
Hierna is te zien hoe de katten met elkaar omgaan. Ze maken ruzie, doen gek en krijgen ongelukjes. Macavity (Van Zonderen) is de boef van het stel. De katten zijn bang voor hem.
Grizabella (Grisabella), de glamourkat die jarenlang de wijde wereld heeft verkend, keert juist deze avond naar huis terug. Ze wil dolgraag weer contact met haar familie, maar tot haar verdriet willen die niets van haar weten.

Het kattenfeest wordt wreed verstoord wanneer Old Deuteronomy wordt ontvoerd door de schurkachtige Macavity. De katten bundelen hun krachten en bevrijden hun leider.
Aan het eind van de tweede akte maakt Old Deuteronomy bekend dat Grizabella uitverkoren is. Ze zingt de katten toe en verdwijnt. Old Deuteronomy houdt nu zijn eindspeech en de musical is ten einde.

## Nederlandse cast
| Rol                                     | 1987 (Carré Theaterproducties) | 2006 (Joop van den Ende Theaterproducties) |
| --------------------------------------- | --- | --- |
| Sambal, Braniekat                       | Herbert Neutgens, Tom Hillyard, Herbert Neutgens, Maurits van der Linden | Merlijn Wolsink |
| Abrilkoos, Ghiselbert Smit, Snauwtijger | Marco Vermie | Paul Donkers |
| Bomallerien                             | Jina Broughten, Corine Boon, Joyce Stevens | Anouk van Nes |
| Cassandra                               | Wilma Hoornstra, Patricia Bos | Caroline Beuth |
| Wagenschrik                             | Leo de Groot, Fons van Kraaij | Michael Macalintal |
| Demeter                                 | Debbie Jenner, Marion Hägele, Wilma Hoornstra | Suzanne Heijne |
| Grisabella                              | Ruth Jacott, Ellen Evers | Anita Meyer, Pia Douwes, Vera Mann, Antje Monteiro, Lone van Roosendaal |
| Antimakassa                             | Jackie van Oppen, Niki Romijn, Suzan Heyne | Annemiek van der Veer |
| Spikkelpikkelmies, Gillebeen            | Renée Knapp, Pam Lloyd, Delia Mayer | Marleen van der Loo, Maaike Schuurmans |
| Dr. Diavolo, Xinix                      | Kevin Poe, Jamie Cohen, Jean-Marc Genet | Mark John Richardson |
| Scharrelnelis                           | Ramon Visser, Martin Matthias Ysebaert, Michiel Verkoren | Mark van Beelen |
| Snorrescha                              | Kyle Boynton, Stanley Burleson, Hans Mors | Roberto de Groot |
| Oom Deutromium                          | Rob van de Meeberg, Jan Polak, Brian Galliford | Marco Bakker |
| Plato, Van Zonderen, Braniekat          | Malco Rev, Martin Michel | Pierre Alexandre |
| Pouncival, Djangus                      | Frans Schraven, Jonathan Burnett, Andrew Pacho, Alan Stuart | Joao Paulo de Almeida |
| Tuk-stuk-rukker                         | Fred Butter, Frank Hoelen | Gino Emnes, Stanley Burleson |
| Lorrenjopie                             | Meike Staring | Marjolein Teepen |
| Sylvani                                 | Nancy Nijenhuis, Suvi Eloranta | Cindy Belliot, Veerle Casteleyn |
| Abelkouw                                | Corné du Crocq, Reinbert Marijn | Marcel Visscher |
| Mijlenschrok                            | Brigitte Derks, Isabella Möller | Hannah van Meurs |
| Tombrutus                               | Ton Voogt, David Ward, Andrew Pacho, Ad Oudlijn | Daymon Montaigne-Jones |
| Victoria                                | Ellis van Evert, Margit Tenkanen | Anque Bosch |
| Ensemble                                | Corine Boon, Jacqueline Aronson, Peter Bording, Stanley Burleson, Karin van As, Pia Douwes, Jean-Claude Cazettes, Frank Hoelen, Hella Koffeman, Niki Romijn, Regina Pechtold, Frank Poulussen | Cindy Bell, Veerle Casteleyn, Natascha Dejong, Robert Foley, Laurie van Iersel, Tommie Luyben, Jeroen Luiten, Marcel Postma, Marijn Brouwers, Michelle Splietelhof, Penny Vos, Paul Walthaus, Andrés Pérez Lopez, Anouk Maas, Peter Stoelhorst, Richard Janssen, Juta Bolsius |

## Belgische cast
| Rol                                     | 1996 (Music Hall Group) & (Joop van den Ende Theaterproducties) |
| --------------------------------------- | --- |
| Sambal, Braniekat                       | Tracy Inman |
| Ghiselbert Smit, Abrilkoos, Snauwtijger | Marco Vermie later door Rob van der Meule |
| Bomballerien                            | Brigitte Derks |
| Cassandra                               | Caroline Canters |
| Wagenschrik, Djangus                    | Didier Verleyen |
| Demeter                                 | Suzan Heyne |
| Electra, Tom Brutus                     | Elvira Becks |
| Grizabelle                              | Hilde Norga |
| Antimakassa                             | Kristien Coenen |
| Spikkelpikkelmies, Gillebeen            | An Lauwereins |
| Dr. Diaolo                              | Clifford Stein |
| Scharrelnelis                           | Marco Krämer |
| Snorrescha                              | Jacob Jan de Graaf |
| Oom Deuteromium                         | Laurent van Gulik |
| Plato, Van Zonderen                     | Peter van Dosselaer |
| Pouncival                               | Tim van der Straeten |
| Lorrenjopie                             | Eleonora Talamini |
| Tuk Stuk Rukker                         | Frank Hoelen |
| Sylvani                                 | Veerle Casteleyn |
| Abelkouw                                | Stefan Hamblok |
| Mujlenschrok                            | Fora van Leijenhorst |
| Victoria                                | Inge Bauwens |
| Ensemble                                | Martje Van de Ginste, Ilse Duyck, Stefaan can den Broucke, Bart Verschueren, Darren Smith, Matthew Jessner, Oliver Tóth, Richard Remmerswaal, Rick Gonzalez, Roberto de Groot, Rob van der Meule, Agnès Vandrepote, Cindy Van Engelen, Ellis Van Laarhoven, Jeannine Geerts, Wendy Pfeijffer |

## Wereldtour
| Rol                        | 2018 (Proud to Present)                                                                    |
| -------------------------- | ------------------------------------------------------------------------------------------ |
| Grisabella                 | Jenna Lee-James                                                                            |
| Alonzo                     | Lloys Davies                                                                               |
| Bill Bailey                | Dean Ambrose                                                                               |
| Bombalurina                | Sally Frith                                                                                |
| Bustopher Jones, Asparagus | Matt Harrop                                                                                |
| Carbucketty                | Louis van Leer                                                                             |
| Cassandra                  | Katie Deacon                                                                               |
| Coricopat                  | Fletcher Dobinson                                                                          |
| Demeter                    | Ella Nonini                                                                                |
| Jellylorum                 | Elizabeth Futter                                                                           |
| Jemima                     | Grace Swaby                                                                                |
| Jennyanydots               | Celi O'Connor                                                                              |
| Macavity, Admetus          | Thomas Inge                                                                                |
| Mungojerrie                | Billy Mahoney                                                                              |
| Mukustrap                  | Jak Skelly                                                                                 |
| Old Deuteronomy            | John Ellis                                                                                 |
| Quaxo, Mistiffelees        | Alex Harrison                                                                              |
| Rum Tum Tugger             | Dan Partridge                                                                              |
| Rumpelteazer               | Kristy Iggram                                                                              |
| Skimbleshanks              | Matthew Rowland                                                                            |
| Tantomile                  | Eilish Harmon-Beglan                                                                       |
| Victoria, White Cat        | Hannah Kenna Thomas                                                                        |
| Ensemble                   | Andrew Keelen, Gemma Buckingham, Peter Cork, Rebecca Fennelly, Nathan Johnson, Amy Whittle |

## Liedjes uit de musical Cats
| Cd 1 - Overture - Prologue: Jellicle Songs for Jellicle Cats - The Naming of Cats - The Invitation to the Jellicle Ball - The Old Gumbie Cat - The Rum Tum Tugger - Grizabella, the Glamour Cat - Bustopher Jones - Mungojerrie and Rumpleteazer - Old Deutronomy - The Jellicle Ball - Grizabella, The Glamour Cat - Memory | Cd 2 - The Moments Of Happiness - Gus, the Theatre Cat - Growltiger's Last Stand - Skimbleshanks: The Railway Cat - Macavity: The Mystery Cat - Mr. Mistoffelees - Memory - The Journey To The Heaviside Layer - The Ad-Dressing Of Cats |

Deze titels zijn ook terug te vinden op de Engelstalige dvd uit 1998. Zowel van de Nederlandse productie van 1987 als die van 2006 is een cd verschenen met hierop 17 nummers.

## Filmcasting
| Rol                | 1998                          | 2019              |
| ------------------ | ----------------------------- | ----------------- |
| Alonzo             | Jason Gardiner                | Bluey Robinson    |
| Asparagus          | Tony Timberlake               |                   |
| Bombalurina        | Rosemarie Ford                | Taylor Swift      |
| Bustopher Jones    | James Barron                  | James Corden      |
| Cassandra          | Rebecca Parker                | Mette Towley      |
| Coricopat          | Tommi Sliiden                 | Jaih Betote       |
| Demeter            | Aeva May                      | Daniela Norman    |
| Electra            | Leah Sue Morland              | Ida Saki          |
| Etcetera           | Jo Bingham                    |                   |
| George, Rumpus Cat | Frank Thompson                |                   |
| Grizabella         | Elaine Paige                  | Jennifer Hudson   |
| Gus                | John Mills                    | Ian Mckellen      |
| Jellylorum         | Susan Jane Tanner             | Freya Rowley      |
| Jemima             | Veerle Casteleyn              |                   |
| Jennyanydots       | Susie Mckenna                 | Rebel Wilson      |
| Mistoffelees       | Jacob Brent                   | Laurie Davidson   |
| Mungojerrie        | Drew Varley                   | Danny Collins     |
| Munkustrap         | Michael Gruber                | Robbie Fairchild  |
| Old Deuteronomy    | Ken Page                      | Judi Dench        |
| Plato, Macavity    | Bryn Walters                  | Idris Elba        |
| Pouncival          | Karl Morgen                   |                   |
| Rumpleteazer       | Jo Gibb                       | Naoimh Morgan     |
| Rum Tum Tugger     | John Partridge                | Jason Derulo      |
| Skimbleshanks      | Geoffrey Garratt              | Steven McRae      |
| Tumblebrutus       | Fergus Logan                  |                   |
| Victoria           | Phylida Crowley Smith         | Francesca Hayward |
| Swings             | Richard Armitage, Beth Robson |                   |